# Sistemul climatic
Sistemul climatic al Pământului este un sistem complex cu cinci componente care interacționează: atmosfera (aerul), hidrosfera (apa), criosfera (gheață și permafrost), litosfera (stratul stâncos superior al Pământului) și biosfera (ființe vii).:1451Clima este caracterizarea statistică a sistemului climatic.:1450 Reprezintă vremea medie, de obicei pe o perioadă de 30 de ani, și este determinată de o combinație de procese, cum ar fi curenții oceanici și modelele vântului. Circulația în atmosferă și oceane transportă căldura din regiunile tropicale către regiunile care primesc mai puțină energie de la Soare. Radiația solară este principala forță motrice pentru această circulație. Deb asemenea, ciclul apei mută, de asemenea, energia în sistemul climatic. În plus, anumite elemente chimice se mișcă constant între componentele sistemului climatic. Două exemple pentru aceste cicluri biochimice sunt ciclurile carbonului și azotului.

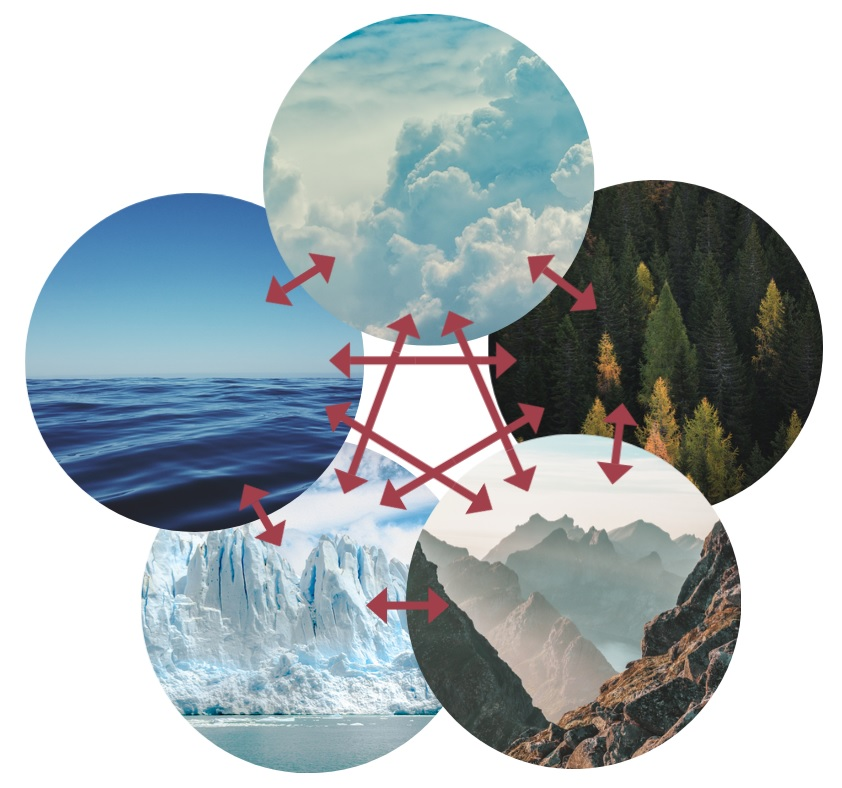
Interacțiunea dintre cele cinci componente ale sistemului climatic. Acestea sunt atmosfera, hidrosfera, criosfera, litosfera si biosfera.

Sistemul climatic se poate modifica din cauza variabilității interne și a forțelor externe. Aceste forțe externe pot fi naturale, cum ar fi variațiile de intensitate solară și erupțiile vulcanice, sau cauzate de oameni. Acumularea de gaze cu efect de seră în atmosferă, emise în principal de oamenii care ard combustibili fosili, provoacă schimbările climatice. Activitatea umană eliberează și aerosoli de răcire, dar efectul lor net este mult mai mic decât cel al gazelor cu efect de seră.:1451Schimbările pot fi amplificate prin procese de feedback în diferitele componente ale sistemului climatic.

## Componente
Atmosfera învăluie Pământul și se întinde pe sute de kilometri de la suprafață. Este alcătuită în principal din azot inert (78%), oxigen (21%) și argon (0,9%) Unele urme de gaze din atmosferă, cum ar fi vaporii de apă și dioxidul de carbon, sunt cele mai importante gaze pentru funcționarea sistemului climatic, deoarece sunt gaze cu efect de seră care permit luminii vizibile de la Soare să pătrundă la suprafață, dar blochează o parte din radiațiile infraroșii pe care suprafața Pământului le emite pentru a echilibra radiațiile solare. Acest lucru determină creșterea temperaturii la suprafață.
Ciclul hidrologic nu numai că determină tiparele precipitațiilor, dar influențează și mișcarea energiei în întregul sistem climatic.
Hidrosfera propriu-zisă conține toată apa lichidă de pe Pământ, cea mai mare parte a acesteia fiind conținută în oceanele lumii Oceanul acoperă 71% din suprafața Pământului la o adâncime medie de aproape 4 kilometri, iar conținutul de căldură al oceanelor este mult mai mare decât căldura conținută de atmosferă.  Acesta conține apă de mare cu un conținut de sare de aproximativ 3,5% în medie, dar acesta variază spațial. Apa salmastră se găsește în estuare și în unele lacuri, iar cea mai mare parte a apei dulci, 2,5% din toată apa, se află în gheață și zăpadă.
Criosfera conține toate părțile sistemului climatic în care apa este solidă. Aceasta include gheața de mare, straturile de gheață, permafrostul și stratul de zăpadă. Deoarece există mai mult pământ în emisfera nordică în comparație cu emisfera sudică, o parte mai mare din această emisferă este acoperită de zăpadă. Ambele emisfere au aproximativ aceeași cantitate de gheață marină. Cea mai mare parte a apei înghețate este conținută în straturile de gheață de pe Groenlanda și Antarctica, care au o înălțime medie de aproximativ 2 kilometri (1,2 mile). Aceste straturi de gheață curg încet spre marginile lor.
Scoarța terestră, în special munții și văile, modelează tiparele globale ale vânturilor: lanțurile muntoase vaste formează o barieră în calea vânturilor și influențează unde și cât de mult plouă. Pământul mai aproape de ocean are o climă mai moderată decât pământul mai departe de ocean. În scopul modelării climei, pământul este adesea considerat static, deoarece se schimbă foarte lent în comparație cu celelalte elemente care alcătuiesc sistemul climatic. Poziția continentelor determină geometria oceanelor și, prin urmare, influențează tiparele circulației oceanice. Locurile mărilor sunt importante în controlul transferului de căldură și umiditate pe glob și, prin urmare, în determinarea climei globale.
În cele din urmă, biosfera interacționează și cu restul sistemului climatic. Vegetația este adesea mai închisă la culoare sau mai deschisă la culoare decât solul de dedesubt, astfel încât mai multă sau mai puțină căldură solară este captată în zonele cu vegetație. Vegetația este bună la captarea apei, care este apoi preluată de rădăcinile sale. Fără vegetație, această apă s-ar fi scurs în cele mai apropiate râuri sau alte corpuri de apă. Apa preluată de plante se evaporă în schimb, contribuind la ciclul hidrologic. Precipitațiile și temperatura influențează distribuția diferitelor zone de vegetație. Asimilarea carbonului din apa de mare prin creșterea fitoplanctonului mic este aproape la fel de mare ca cea a plantelor terestre din atmosferă. Deși, din punct de vedere tehnic, oamenii fac parte din biosferă, ei sunt adesea tratați ca o componentă separată a sistemului climatic al Pământului, antroposfera, din cauza impactului mare al omului asupra planetei.

## Fluxuri de energie, apă și elemente

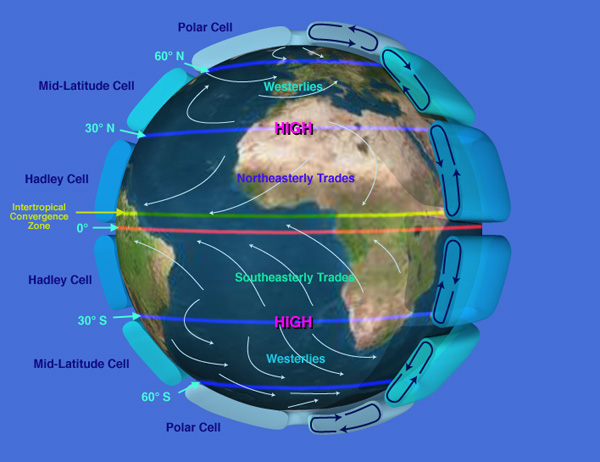
Circulația atmosferică a Pământului este determinată de dezechilibrul energetic dintre ecuator și poli. Este influențată în continuare de rotația Pământului în jurul propriei axe.

### Energie și circulație generală
Sistemul climatic primește energie de la Soare și, într-o măsură mult mai mică, de la nucleul Pământului, precum și energia mareelor de la Lună. Pământul emite energie în spațiul cosmic sub două forme: reflectă direct o parte din radiația Soarelui și emite radiații infraroșii sub formă de radiații de corp negru. Echilibrul energiei de intrare și de ieșire și trecerea energiei prin sistemul climatic determină bilanțul energetic al Pământului. Când totalul energiei primite este mai mare decât energia ieșită, dezechilibrul energetic al Pământului este pozitiv și sistemul climatic se încălzește. Dacă se stinge mai multă energie, dezechilibrul energetic este negativ și Pământul experimentează răcirea.
Mai multă energie ajunge la tropice decât în regiunile polare, iar diferența de temperatură ulterioară conduce circulația globală a atmosferei și oceanelor. Aerul se ridică când se încălzește, curge spre pol și se scufundă din nou când se răcește, revenind la ecuator. Datorită conservării momentului unghiular, rotația Pământului deviază aerul spre dreapta în emisfera nordică și spre stânga în emisfera sudică, formând astfel celule atmosferice distincte. Musonii, schimbările sezoniere ale vântului și precipitațiilor care apar mai ales la tropice, se formează datorită faptului că masele de pământ se încălzesc mai ușor decât oceanul. Diferența de temperatură induce o diferență de presiune între pământ și ocean, conducând un vânt constant.
Apa oceanică care are mai multă sare are o densitate mai mare, iar diferențele de densitate joacă un rol important în circulația oceanică. Circulația termohalină transportă căldura de la tropice către regiunile polare. Circulația oceanului este condusă în continuare de interacțiunea cu vântul. Componenta de sare influențează și temperatura punctului de îngheț. Mișcările verticale pot aduce apă mai rece la suprafață într-un proces numit upwelling, care răcește aerul de deasupra.

### Ciclul hidrologic
Ciclul hidrologic sau ciclul apei descrie modul în care aceasta se deplasează constant între suprafața Pământului și atmosferă. Plantele evapotranspiră, iar lumina soarelui evaporă apa din oceane și alte corpuri de apă, lăsând în urmă sare și alte minerale. Apa dulce evaporată plouă ulterior din nou la suprafață. Precipitațiile și evaporarea nu sunt distribuite uniform pe glob, în unele regiuni, cum ar fi tropicele, precipitațiile fiind mai mari decât evaporarea, iar în altele evaporarea fiind mai mare decât precipitațiile. Evaporarea apei necesită cantități substanțiale de energie, în timp ce în timpul condensării se eliberează multă căldură. Această căldură latentă este principala sursă de energie din atmosferă.

### Cicluri biogeochimice

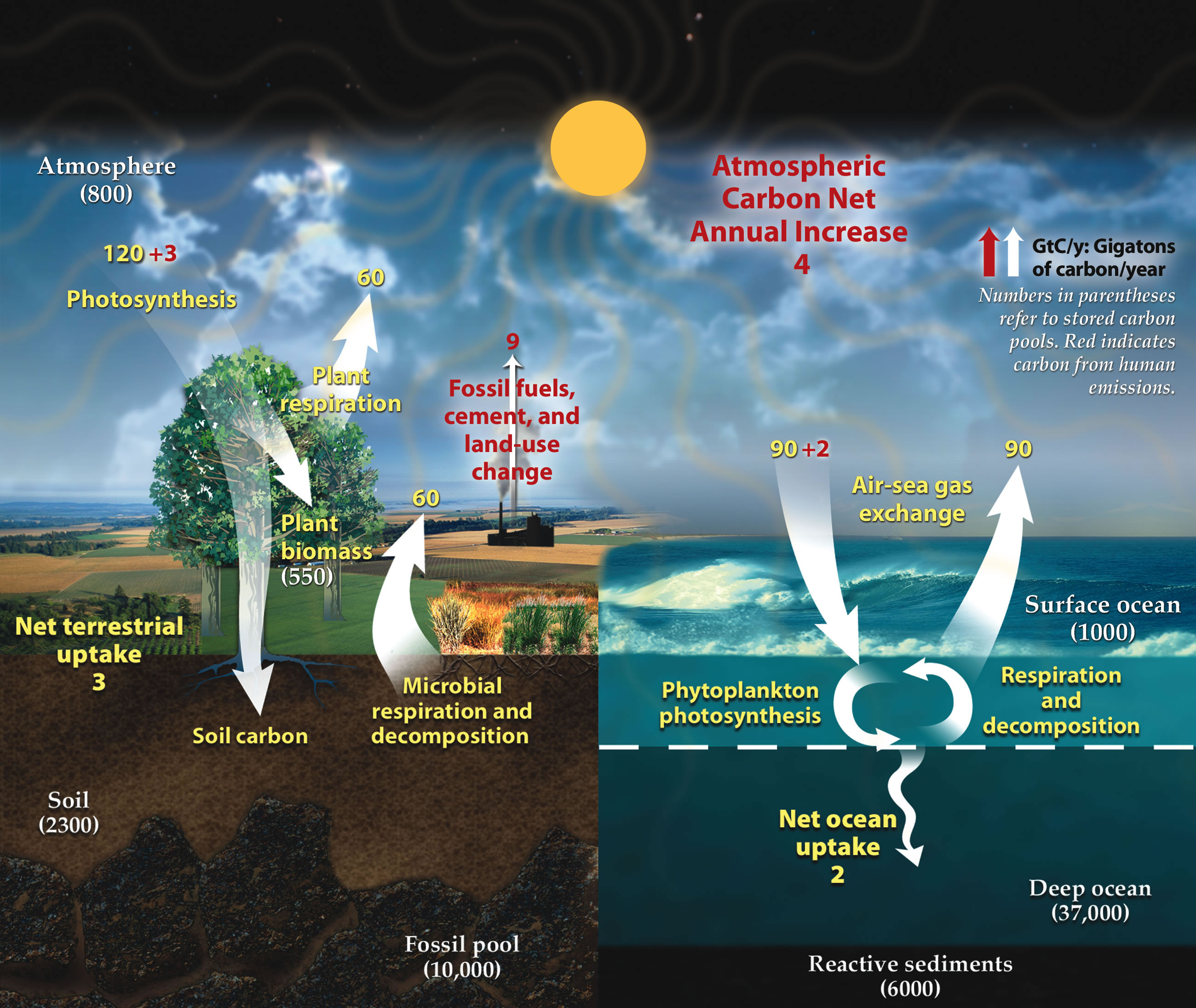
Carbonul este transportat constant între diferitele elemente ale sistemului climatic: fixat de creaturi vii și transportat prin ocean și atmosferă.

Elementele chimice, vitale pentru viață, sunt circulate constant prin diferitele componente ale sistemului climatic. Ciclul carbonului este direct important pentru climă deoarece determină concentrațiile a două gaze cu efect de seră importante în atmosferă: dioxidul de carbon și metanul. În partea rapidă a ciclului carbonului, plantele preiau dioxidul de carbon din atmosferă folosind fotosinteza; aceasta este mai târziu reemisă de respirația creaturilor vii. Ca parte a ciclului lent al carbonului, vulcanii eliberează dioxid de carbon prin degazare, eliberându-l din scoarța și mantaua Pământului. Deoarece dioxidul de carbon din atmosferă face ploaia puțin acidă, această ploaie poate dizolva încet unele roci, un proces cunoscut sub numele de dezagregare. Mineralele care sunt eliberate în acest fel, transportate în mare, sunt folosite de creaturi vii ale căror rămășițe pot forma roci sedimentare, aducând carbonul înapoi în litosferă.
Ciclul azotului descrie fluxul de azot activ. Deoarece azotul atmosferic este inert, microorganismele trebuie mai întâi să-l transforme într-un compus de azot activ într-un proces numit fixare a azotului, înainte de a putea fi folosit ca element de construcție în biosferă. Activitățile umane joacă un rol important atât în ciclul carbonului, cât și în cel al azotului: arderea combustibililor fosili a înlocuit carbonul din litosferă în atmosferă, iar utilizarea îngrășămintelor a crescut considerabil cantitatea de azot fix disponibil.